# Szilád
Szilád (szlovákul Siladice, németül Siladitz) község Szlovákiában, a Nagyszombati kerületben, a Galgóci járásban.

## Fekvése
Galgóctól 12 km-re délnyugatra, a Vág jobb partján.

## Története
A település első írásos említése „Zaladze” alakban 1113-ban, a zobori apátság birtokainak leírásában történt. 1490 és 1500 között a Sziládi család birtoka. 1663-ban elpusztította a török. 1641-től az Eszterházy családé. Lakói a galántai uradalomnak tartoztak robottal és adófizetéssel 1848-ig. 1831-ben súlyos kolerajárvány pusztította, melynek 166 lakos esett áldozatául. 1886-ban a Vág vize öntött ki és az egész falu víz alá került. A község első iskolája 1856-ban épült fel.
Vályi András szerint „SZILAD. Tót falu Nyitra Várm. földes Urai Gr. Eszterházy, és több Uraságok, lakosai katolikusok, fekszik F. Zellához nem meszsze, mellynek filiája; határja középszerű, földgyét Vágvize néha megönti, vagyonnyai Karkóczéhoz majd hasonlók.”
Fényes Elek szerint „Szilád, tót falu, Nyitra vmegyében, a Vágh jobb partján, Poson vmegye szélén. Számlál 558 kath., 128 evang., 48 zsidó lak. F. u. gróf Eszterházy Károly. Ut. p. Galgócz.”
Nyitra vármegye monográfiája szerint „Szilád, a Vág jobb partján, Pozsonyvármegye határán, 715 nagyobbára tót lakossal, kik 2/3 részben róm. katholikusok, 1/3 részben ág. evangelikusok. Postája van, táviró- és vasúti állomása Szilád-Zelle. Kath. temploma 1749-ben épült. Földesúrai a Thúróczyak voltak. Ősrégi község, mely a XII. század elején már „Zaladze” név alatt van említve. Később „Zili”, sőt „Szilágy” (Scylag) néven, a XVII. században pedig „Szilány” név alatt szerepel.”
A trianoni békeszerződésig Nyitra vármegye Galgóci járásához tartozott. A községháza épülete 1934-ben épült.

## Népessége
| Év:            | 1994. | 2004.   | 2014.   | 2024.   |
| -------------- | ----- | ------- | ------- | ------- |
| Emberek száma: | 637   | 620     | 670     | 647     |
| Eltérés:       |       | -2,66 % | +8,06 % | -3,43 % |

| Év:            | 2023. | 2024.   |
| -------------- | ----- | ------- |
| Emberek száma: | 656   | 647     |
| Eltérés:       |       | -1,37 % |

1910-ben 882, túlnyomórészt szlovák anyanyelvű lakosa volt.
2001-ben 627 lakosából 625 szlovák volt.
2011-ben 676 lakosából 665 szlovák.

## Nevezetességei
- A Mindenszentek tiszteletére szentelt, római katolikus temploma 1749-ben épült barokk stílusban, a 19. század elején empire stílusban építették át. Főoltárát Szent Péter, Szent Pál, Szent István király és Szent László király szobrai ékesítik. Orgonája a 18. század végén készült. Harangja a feljegyzések szerint 17. századi.
- A falu két útmenti keresztje 1854-ben készült.
- Az evangélikusok imaháza 1914-ben épült, hasonlóan az evangélikus iskola épületéhez. Az imaházhoz 1959-ben építettek tornyot.

## Külső hivatkozások
- Hivatalos oldal Archiválva 2009. augusztus 2-i dátummal a Wayback Machine-ben
- E-obce.sk Archiválva 2008. szeptember 20-i dátummal a Wayback Machine-ben
- Községinfó[halott link]
- Szilád Szlovákia térképén